# HD225264
HD225264 — хімічно пекулярна зоря спектрального класу A1, що має видиму зоряну величину в смузі V приблизно  8,3.
Вона  розташована на відстані близько 577,3 світлових років від Сонця.

## Пекулярний хімічний склад
Зоряна атмосфера HD225264 має підвищений вміст 
Si
.